# Copa Gordon Bennett (para balões)

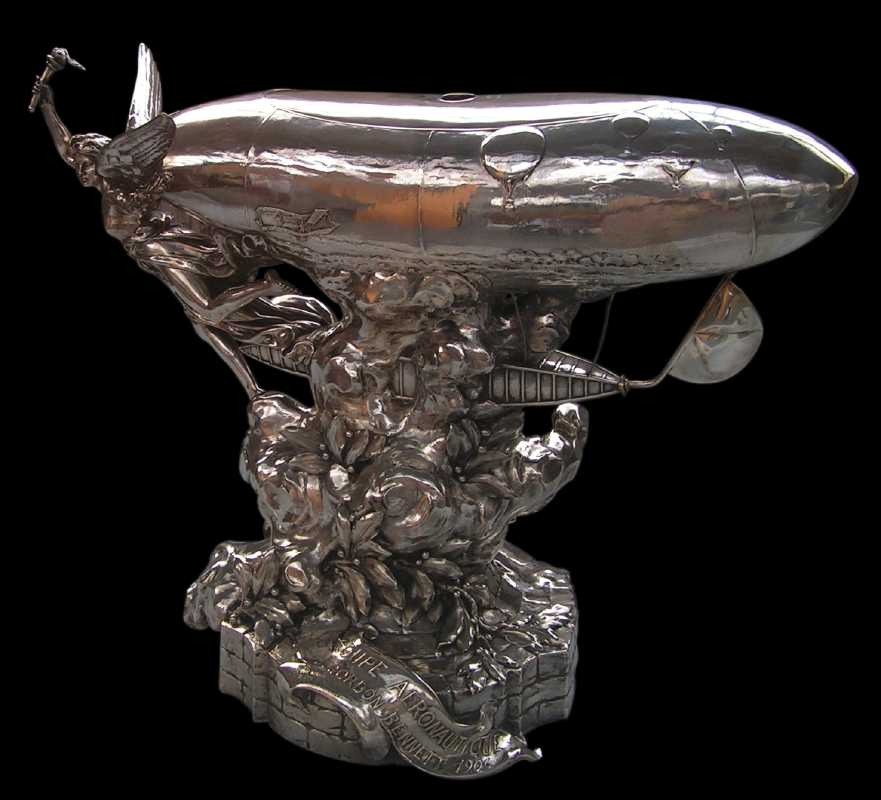
A Gordon Bennett Cup de 1906.

Conhecida como Gordon Bennett Cup (em francês: Coupe Aéronautique Gordon Bennett) - foi oferecida à Fédération Aéronautique Internationale (FAI) por Gordon Bennett, dono do jornal New York Herald.
Este é o evento de corrida de balões a gás mais antigo do Mundo, e tido como o principal deles de acordo com o Los Angeles Times. A primeira corrida teve início em Paris, em 30 de setembro de 1906. De acordo com os organizadores, o objetivo da prova "é simples: voar a maior distância do ponto de partida."
A prova ocorreu de 1906 a 1938, Não ocorrendo durante a Primeira Guerra Mundial e em 1931, mas foi novamente suspensa em 1939 quando a Polônia foi invadida no início da Segunda Guerra Mundial.
Em 1979, o Norte americano Tom Heinsheimer obteve permissão dos detentores dos direitos para reeditar o troféu. A competição foi reiniciada oficialmente pela FAI em 1983, e ocorre até os dias de hoje.